# COCOLO (女優)
COCOLO（こころ、1982年7月7日-）は、日本の元AV女優。

## 略歴
2002年にAVデビュー。

## 出演作品
2002年
- COCOLO one（3月29日、シャイ企画）
- COCOLO'ⅹ（6月28日、トライハート）
- COCOLOのCosplasshion（7月31日［VHS］／12月22日［DVD］トライハート）
- 女教師の秘蜜（8月30日、トライハート）
- SMっぽいの好きですか? COCOLO（9月27日、トライハート）
- 凶乳（10月31日、h.m.p）
- 乙女COCOLO [凶乳]（11月21日、h.m.p）
- アクション ボディ（11月30日、h.m.p）
- セクシアコレクション 2002（12月20日、トライハート）
- ALL that's SexiA（12月22日、トライハート）
- 口全ワイセツ39（12月31日、h.m.p）

2003年
- ERO STYLE（1月19日、宇宙企画）
- 巨乳ドロップ（1月21日、h.m.p）他出演:西田美沙、早川桃、長谷川瞳 ※総集編
- SAMM乱れ打ち（1月25日、h.m.p）他出演:神谷沙織、三宮里緒、灘ジュン、西田美沙、西村萌 ※総集編
- 堕天使 X（3月9日、宇宙企画）
- MOCHI-MOCHI　COCOLO（3月21日、トライハート）
- PIN（3月25日、ヴェガファクトリー）共演:伊東怜、小沢菜穂、神谷沙織、早坂ひとみ
- フェティッシュ COCOLO（4月18日、アリスJPAN）
- ウルトラ ミックス COCOLO（4月25日、宇宙企画）
- ザ・カゲキ COCOLO（5月31日、h.m.p）
- 淫乱軍（6月15日、h.m.p）他出演:及川奈央、白石みゆき、西田美沙、早川桃華、星野くるみ、吉井愛美、大和撫子、渡瀬晶 ※総集編
- 裏COCOLO（6月30日、h.m.p）
- 変態痴乳ゴコロ（7月18日、h.m.p）
- 巨乳240分 2（7月23日、宇宙企画）※総集編
- ザ・ローションBomb！4時間（8月10日、h.m.p）※総集編
- 罪と罰（8月22日、VIP）
- パンストラヴァーズ（9月19日、アトラス21）
- COCOLO　人間崩壊（10月17日、VIP）
- sex material 02（10月25日、九鬼）…共演:中野千夏
- 宇宙企画 THE BEST EPISODE 2003（10月30日、宇宙企画）※総集編
- 裏 COCOLO 解禁スペシャル 完全版（11月20日、ケイ・エム・プロデュース）
- BEAUTY LEGS STORY（12月19日、アトラス21）
- COCOLO 4時間（12月19日、ケイ・エム・プロデュース）

2004年
- 淫獣伝奇 5 女豹の褥（2月20日［VHS］/3月5日［DVD］、トライハート）
- 堕天使X 2004 DELUXE（3月7日、宇宙企画）他出演:安来めぐ、大空あすか、京乃あづさ、桜井彩美 ※総集編
- 巨乳大満足120分（3月21日、h.m.p）他出演:朝比奈ゆい、京乃あづさ、桜井彩美、西田美沙、早川桃華 ※総集編
- COCOLOの超巨乳ソープ嬢（4月1日、MOODYZ）
- 完全撮りおろしスーパースター 4時間SPECIAL（4月23日、ケイ・エム・プロデュース）他出演:朝比奈ゆい、彩名杏子、及川奈央、上原深雪 、如月カレン、沢口あすか、杉浦美由、早坂ひとみ、春菜まい、美里かすみ、紋舞らん
- 完全撮りおろしスーパースター 2時間SPECIAL 2（4月23日、ケイ・エム・プロデュース）他出演:及川奈央、如月カレン、沢口あすか、杉浦美由、春菜まい
- ザ 廃墟レイプBomb 4時間（5月1日、ビデオバンク）※総集編
- デジタルモザイクVol.036（5月1日、MOODYZ）
- 口全ワイセツBEST【II】（5月21日、h.m.p）※総集編
- ATLAS Re-Mix（5月19日、アトラス21）他出演:可愛あずさ、西野沙織、長谷川いずみ、藤井彩、松坂樹梨、水谷ちか、村山かづは  ※総集編
- 女教師の秘蜜 ベストセレクト Vol.1（5月21日、トライハート）※総集編
- COCOLOの妄想ホスピタル（6月1日、MOODYZ）
- 飛びますっ!ザーメンシャワー美女[120MIN]（6月23日、h.m.p）他出演:青山可奈、安来めぐ、及川奈央、沖那つばさ、神谷沙織、澤宮有希、三宮里緒、長谷川瞳、真樹さくら、三浦沙耶香、三田愛、渡瀬晶 ※総集編
- 美乳凌辱 生肉の奴隷（7月1日、MOODYZ）
- 女教師の秘蜜 ベストセレクト（7月9日、トライハート）※総集編
- 騎るDynamite！ 4時間SP（7月23日、シャイ企画）※総集編
- M.V.P. vol.6（7月30日、VIP）他出演:小野沙樹、香山聖、瀬戸由衣、若瀬千夏 ※総集編
- 卑猥衣装で痴女られたい。 着エロ爆乳姦（8月1日、MOODYZ）
- SEXトライアスロン2時間（8月13日、ケイ・エム・プロデュース）他出演:朝河蘭、朝倉海音、彩名杏子、及川奈央、神谷沙織、木崎りの、坂下麻衣、沢口あすか、高瀬りな、七瀬里帆、長谷川瞳、早坂ひとみ、春菜まい、紋舞らん ※総集編
- SEXトライアスロン4時間（8月13日、ケイ・エム・プロデュース）他出演:朝河蘭、朝倉海音、彩名杏子、及川奈央、神谷沙織、木崎りの、坂下麻衣、沢口あすか、高瀬りな、七瀬里帆、長谷川瞳、早坂ひとみ、春菜まい、紋舞らん ※総集編
- VERY BEST OF million 5 8時間 SPECIAL（8月27日、ケイ・エム・プロデュース）※総集編
- 罪と罰、そして恍惚…（8月31日［VHS］/2005年11月11日［DVD］/、VIP） ※総集編
- 最高のオナニーのために（9月1日、MOODYZ）
- SEXトライアスロン2時間 2（9月3日、ケイ・エム・プロデュース）他出演:朝河蘭、朝倉海音、彩名杏子、木崎りの、坂下麻衣、高瀬りな、長谷川瞳 ※総集編
- 極選! 潮吹き 4時間（9月3日、ケイ・エム・プロデュース）他出演:彩名杏子、一色志乃、及川奈央、笠木忍、神谷沙織、椎名実果、長谷川瞳、長谷川ゆい、早坂ひとみ、桃井望、紋舞らん ※総集編
- ザ・パーフェクトAV!美脚アイドル4時間（9月17日、VIP）※総集編
- 宇宙企画COMBO!4時間 コスプレ編（9月24日、宇宙企画）※総集編
- 行列のできる会員制マニア風俗店（10月1日、MOODYZ）※総集編
- 揺れる巨乳BEST（10月1日、MOODYZ）※総集編
- ドリームウーマンVOL.40（11月1日、MOODYZ）
- 淫語痴女（12月1日、MOODYZ）
- フェラチオBEST5（12月1日、MOODYZ）※総集編
- 痴女の法則（12月8日、アイデアポケット）
- 極選! 竜作 イイオンナ狩り 4時間（12月10日、ケイ・エム・プロデュース）他出演:朝河蘭、彩名杏子、上原深雪、及川奈央、木崎りの、 坂下麻衣、沢口あすか、高瀬りな、中島京子、長谷川瞳、早坂ひとみ  ※総集編
- ザ 痴女 Bomb 4時間（12月10日、ビデオバンク）※総集編
- Bomb!カウントダウン8時間（12月21日、ビデオバンク）※総集編

2005年
- ANGEL TEACHER（1月8日、アイデアポケット）※総集編
- 初めてのアナル中出しFUCK！（1月15日、MOODYZ）※総集編
- MOUTH SHOWER（2月8日、アイデアポケット）※総集編
- 黒人と痴女、デジタルモザイク（2月15日、MOODYZ）
- ローションまみれの美乳・巨乳BEST（3月15日、MOODYZ）※総集編
- ちびっこAVアイドル50人4時間（4月10日、ビデオバンク）※総集編
- 極選! 潮吹き Best 10（4月22日、ケイ・エム・プロデュース）他出演:彩名杏子、一色志乃、及川奈央、笠木忍、神谷沙織、長谷川瞳、早坂ひとみ、桃井望 ※総集編
- ミリオンオムニバスコレクション7　超高級スーパースターソープランド4時間　2（5月20日、ケイ・エム・プロデュース）※総集編
- 廃墟レイプマニア（5月31日、h.m.p）他出演: 安倍なつき、伊東怜、稲森麗奈、内田彩、沖那つばさ、佐々木空、白鳥さくら、 中島京子、灘ジュン、早川桃華、大和撫子 ※総集編
- 黒人と痴女と乱交（6月1日、MOODYZ）共演:黒沢愛
- 潮吹きBEST2（6月13日、MOODYZ）※総集編
- 強制フェラ・イラマチオBEST2（6月13日、MOODYZ）※総集編
- 超高級スーパースターソープランド2時間 3（6月17日、ケイ・エム・プロデュース）※総集編
- ナイスボディマニア（6月24日、h.m.p）他出演:青山可奈、鮎川あみ、木内乃亜、北村うるか、草凪純（加納瑞穂）、古都ひかる、瀬戸由衣、七海ひかる、松島かえで、深芳野、星野くるみ ※総集編
- MOODYZ 2005年1〜4月作品集（7月13日、MOODYZ）※総集編
- 堕天使 X vs 猥褻MAX 4時間DX（7月29日、宇宙企画）※総集編
- 癒しのナースコレクション（8月1日、MOODYZ）※総集編
- Angel Premium vol.8（8月1日、アイデアポケット）※総集編
- 最高のオナニーのためにBEST4（8月13日、MOODYZ）※総集編
- ミリオンオムニバスコレクション9 極選!強制ディープスロート4時間（8月19日、ケイ・エム・プロデュース）※総集編
- 美女と黒人 デジタルモザイク Special（9月1日、MOODYZ）※総集編
- 美しい女たちのレイプ白書（9月13日、MOODYZ）※総集編
- 宇宙企画COMBO!4時間 僕のいいなりメイド編（9月16日、宇宙企画）※総集編
- 極選!強制ディープスロート BEST20（9月23日、ケイ・エム・プロデュース）※総集編
- 宇宙企画DELTA-X 潮吹き4時間（10月28日、宇宙企画）※総集編
- フェラチオデジモコレクション 2（11月1日、アイデアポケット）※総集編

2006年
- 超巨乳・最高級ソープ嬢BEST（2006年8月13日、MOODYZ）※総集編
- 巨乳・爆乳・激乳 4時間（2006年8月18日、宇宙企画）※総集編
- ミリオンオムニバスコレクション15 極選！部活っ娘 4時間（2006年8月18日、ケイ・エム・プロデュース）※総集編

2007年
- パンストラヴァーズ（2007年1月13日、NEO ATLAS）他出演:北川絵美 ※総集編
- PREMIUM TICKET 10 COCOLO（2007年4月13日、NEO ATLAS）※総集編
- 淫獣伝奇 女豹一族 完結編（2007年4月13日、NEO ATLAS）他出演:青木沙羅、 笠木忍、早乙女みなき、月咲舞 、吉沢ミズキ ※総集編
- 女医4時間（2007年7月13日、MOODYZ）※総集編
- ハイパーデジタルモザイク 2穴FUCK4時間（2007年7月13日、MOODYZ）※総集編
- ハイパーデジタルモザイク パイズリ4時間（2007年8月13日、MOODYZ）※総集編
- ハイモザ 手コキ4時間（2007年10月1日、MOODYZ）※総集編